# Budapesti Vasutas SC
Budapesti Vasutas Sport Club (Budapesti Vasutas SC, Budapesti VSC, BVSC) – węgierski klub sportowy i piłkarski z siedzibą w Budapeszcie. Seniorska sekcja piłkarska nie istniała w latach 2004–2012.

## Historia

### Chronologia nazw
- 1911: Magyar Vadászok Országos Szövetsége (MAVOSZ) Budapesti Vasutas Sport Club
- 1945: Vasutas Előre SC (fuzja z Budapesti MÁV Előre)
- 1947: MÁV Konzum Vasutas Előre
- 1948: Budapesti Lokomotív SK
- 1954: Bp. Törekvés SE (BTSE) (Budapesti Lokomotív wraz z BKV Előre SC i Budapesti Postás tworzy klub Törekvés, będący kontynuatorem klubu Postás)
- 1956: Budapesti Vasutas Sport Club (wydzielenie BVSC, Budapesti Lokomotív (oddzielny klub), Postás SE i Szentlőrinci AC z BTSE)
- 1997: Budapesti Vasutas Sport Club-Zugló Football Club
- 1998: Budapesti Vasutas Sport Club-Zugló
- 1999: Budapesti Vasutas Sport Club
- 2001: Budapesti Vasutas Sport Club-Zugló Football Club

### Powstanie klubu
Klub został założony w 1911 roku jako MAVOSZ Budapesti Vasutas Sport Club, czyli Budapeszteński Kolejowy Klub Sportowy. Klub został założony przy Narodowym Węgierskim Stowarzyszeniu Myśliwych (stąd w jego pierwszej nazwie skrót MAVOSZ).

### Ostatnie lata
Swoje największe sukcesy osiągał w latach 90. W sezonie 1995/1996 wywalczył wicemistrzostwo Węgier oraz awansował do finału Pucharu Węgier, w którym uległ po dwumeczu Budapest Honvéd FC (1:0, 0:2). W sezonie 1996/1997 po raz pierwszy wystąpił w europejskich pucharach, jednak odpadł już w rundzie kwalifikacyjnej po meczach z walijskim Barry Town (3:1, 1:3 i porażka po rzutach karnych). W tym samym sezonie ponownie wystąpił w finale krajowego pucharu i ponownie przegrał (0:6, 0:2 z MTK Hungária Budapeszt). Sezon później zagrał w Pucharze Zdobywców Pucharów. W rundzie kwalifikacyjnej wyeliminował FC Balzers z Liechtensteinu (2:0, 3:1), a w pierwszej rundzie odpadł po spotkaniach z Realem Betis (0:2, 0:2). W 1999 roku zespół spadł do drugiej ligi, a w 2001 roku został zdegradowany z drugiej ligi do czwartej z powodu kłopotów finansowych. Po niespełna trzech sezonach, w 2004 roku seniorska piłka została rozwiązana. Sekcja piłkarska reaktywowała się w 2012 roku. Po reaktywacji zawodnicy BVSC bez problemu, rok po roku, wygrali pierwsze dwa najniższe poziomy ligowe Budapesztu - BLSZ IV, i BLSZ III, po pięciu sezonach wygrali BLSZ II, a później uzyskali drugi z rzędu awans po roku wygrywając w BLSZ I co stanowi pierwszą ligę Budapesztu, zarazem czwartą ligę węgierską. W latach 2020–23 klub występował w trzeciej lidze - NB III, od sezonu 2023/24 rozgrywa spotkania w NB II - drugiej lidze.
Inne sekcje
Klub odnosił także sukcesy w innych sportach, m.in. w zapasach i tenisie stołowym, ale przede wszystkim jest siedmiokrotnym mistrzem Węgier w piłce wodnej mężczyzn - 1966, 1985, 1987, 1996, 1997, 1998, 1999. Zawodnicy BVSC zdobywali także medale olimpijskie i mistrzostw świata w pływaniu i szermierce. 

## Sukcesy
- Nemzeti Bajnokság I:
  - wicemistrzostwo (1): 1995/96
- Puchar Węgier:
  - finalista (2): 1995/96, 1996/97.
- W lidze:
  - 10 sez.

## Reprezentanci kraju grający w klubie
| - Zoltán Aczél - Imre Aranyos - Zoltán Balog - Balázs Bérczy - György Bognár - Zoltán Bükszegi - József Csábi - András Cseh - Pál Dárdai - Lajos Détári - Péter Disztl - Attila Dragóner - József Duró - Gabor Egressy - Károly Erős - László Farkasházy - Ákos Füzi - Imre Garaba - József Gáspár - László Kiss | - Ádám Komlósi - János Koszta - Zoltán Kovács - János Marozsán - Ferenc Orosz - Attila Pintér - Attila Polonkai - Dénes Rósa - Imre Schlosser - József Szalma - István Urbányi - Zoltán Végh - Gabor Vincze - István Vincze - Mihails Zemļinskis - Marian Popa - Constantin Stănici - Ołeksandr Bondarenko - Wiktor Hraczow |

## Europejskie puchary
Legenda do wszystkich tabel:
- Q – runda eliminacyjna, 1/16, 1/8, 1/4, 1/2 – odpowiednia faza rozgrywek, Grupa – runda grupowa, 1r gr – pierwsza runda grupowa, 2r gr – druga runda grupowa, F – finał, R – runda, PO – play-off
- k. – rzuty karne, los. – losowanie, Dogr. – dogrywka, w. – zasada bramek strzelonych na wyjeździe

| Sezon   | Rozgrywki                 | Runda | Klub       | Dom | Wyjazd | Ogólnie     |
| ------- | ------------------------- | ----- | ---------- | --- | ------ | ----------- |
| 1996/97 | Puchar UEFA               | Q     | Barry Town | 3–1 | 1–3    | 4–4, k: 2–4 |
| 1997/98 | Puchar Zdobywców Pucharów | Q     | FC Balzers | 2–0 | 3–1    | 5–1         |
| 1997/98 | Puchar Zdobywców Pucharów | 1R    | Real Betis | 0–2 | 0–2    | 0–4         |